# Leptocharias smithii
Leptocharias smithii, vrsta manjeg morskog psa smještenog u vlastiti monotipski rod i porodicu Leptochariidae. Rašireni su u istočnom Atlantiku uz obale od Namibije do Mauritanije, obično na muljevitim dnima u blizini ušća rijeka
Mužjaci narastu maksimalno do 77 cm dužine, ženke do 82 cm; uobičajena dužina im je 55 cm. Hrane se ribama, rakovima, hobotnicama i spužvama. za ljude su bezopasni.